# Nichtsozialistisches Wirtschaftsgebiet
Der Begriff Nichtsozialistisches Wirtschaftsgebiet (NSW) wurde im offiziellen Sprachgebrauch in der DDR in Abgrenzung zu den Mitgliedstaaten des Rates für gegenseitige Wirtschaftshilfe (RGW) für alle Staaten gebraucht, die sich nicht an sozialistischen Wirtschaftsprinzipien (Zentralverwaltungswirtschaft, Volkseigentum u. ä.) orientierten. Das Kürzel NSW wurde vorrangig im Zusammenhang mit Wirtschaftsbeziehungen (z. B. NSW-Importe, -Exporte, -Dienstreisen) gebraucht.
Enger gefasst war der Begriff „kapitalistisches Ausland“ (KA), mit dem die ideologisch als „Klassenfeind“ verstandenen Staaten, einschließlich der Bundesrepublik Deutschland, gemeint waren.
In der DDR wurde das Akronym NSW in der Alltagssprache auch ironisch als „nicht-sozialistischer Westen“ interpretiert. Statt NSW wird in einigen Dokumenten auch das Akronym NSA für Nichtsozialistisches Ausland gebraucht.
Gebräuchlich waren auch die Schreibweisen N. S. W. und K. A. Mit dem Begriff verwandt ist die Bezeichnung „S. A.“ für „sozialistisches Ausland“ bzw. „SW“ für Sozialistisches Weltsystem oder Sozialistisches Weltwirtschaftssystem oder auch S.W. für Sozialistisches Wirtschaftsgebiet.
Beispielsweise wurden die Piloten der DDR-Fluggesellschaft Interflug in drei Zuverlässigkeits-Kategorien eingeteilt: 1. K.A.: Kapitalistisches Ausland – 2. N.S.W.: Nichtsozialistisches Wirtschaftsgebiet – 3. S. W.: Sozialistisches Wirtschaftsgebiet; aus der Einteilung ergab sich, auf welchen Strecken ein Pilot eingesetzt werden durfte.